# Menzendorf
Menzendorf település Németországban, Mecklenburg-Elő-Pomeránia tartományban. Lakosainak száma 235 fő (2023. december 31.).

## Népesség
A település népességének változása:
| Lakosok száma | 254  | 246  | 246  | 242  | 235  |
|               | 2017 | 2019 | 2021 | 2022 | 2023 |